# Røn
Røn is een plaats in de Noorse gemeente Vestre Slidre, provincie Innlandet. Røn telt 296 inwoners (2007) en heeft een oppervlakte van 0,67 km².